# Notre-Dame de tendresse de Koubenskoe
Notre-Dame de tendresse de Koubenskoe (en russe : Богома́терь Умиле́ние Подку́бенская) est une icône de la Vierge, datant du XIVe siècle, provenant de l'église de la Résurrection près du village de Koubenskoe dans l'oblat de Vologda en Russie. Elle est considérée comme miraculeuse par des habitants de cette région. Elle est conservée au Musée-réserve de l'État d'art et d'architecture de Vologda. 

## Description
L'icône est peinte sur une doska de format vertical creusée d'un kovtcheg, et composée de la partie ancienne originale sur la planche centrale. Les planches latérales qui datent du XVIe siècle ont été remplacées sur les côtés, dans les années 1970,par des planches nues. La partie centrale est elle-même composée de deux planchettes : l'une en tilleul, l'autre en bois de pin. Aux extrémités de la doska primitive subsistent des clous en bois sur lesquels sont fixés des chponkas dont les points d'attaches sont toujours visibles. Deux chponkas ont été posés plus récemment. La couche de peinture est à tempera sur du gesso qui recouvre le pavoloka. Seule la partie centrale est conservée d'origine.

### Iconographie et style
L'icône de Notre-Dame de tendresse de Koubenskoe se présente comme une variante du canon de la Vierge Éléousa, dont de multiples modèles existent dans l'iconographie russe. Son interprétation est plus particulièrement proche de celle de La Vierge de Tolga II. Lors de sa restauration dans les années 1966-1974, on lui avait d'ailleurs attribué le nom d' « Image de la Vierge de Tolga ». Mais en même temps, il existe des différences significatives : ainsi la position des jambes de l'enfant Jésus (le spectateur ne voit que la plante du pied droit sur celle de Koubenskoe) et les mains de l'enfant qui n'entourent pas le cou de sa mère comme sur les icônes de Tolga I et Tolga II. Il tient des deux mains les bords du maforii comme pour l'ouvrir ou s'y accrocher.

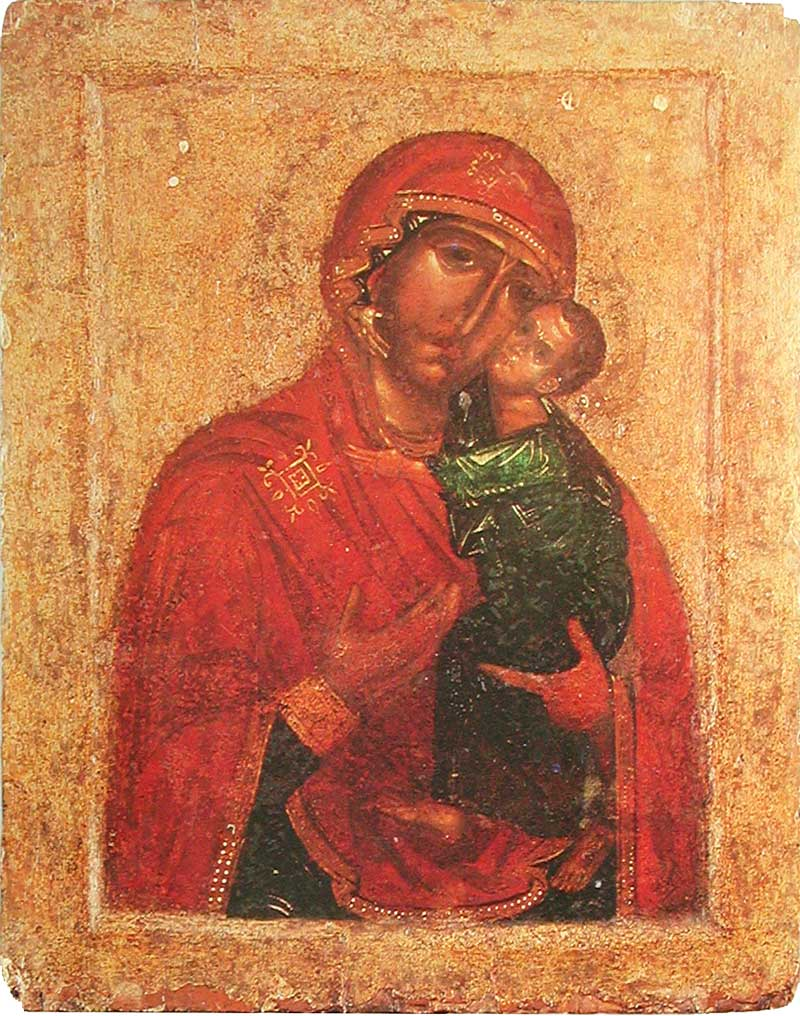
Petite icône de la Vierge de Tolga, appelée de Tolga II

L'icône de Koubenskoe représente la Vierge jusqu'à la taille, la tête inclinée légèrement vers la droite. L'enfant est assis sur la main gauche de sa Mère. Celle-ci soutient le dos de l'enfant de cette main gauche. L'enfant replie ses genoux et tourne le pied droit vers le spectateur. La jambe gauche est étendue et repose sur la main droite de la Vierge. Mais l'état actuel de l'icône ne permet plus de juger que de l'emplacement du bord de son vêtement, sans que la jambe puisse être distinguée. L'image du pied est toutefois visible sur d'anciennes photographies regroupant les trois parties originelles de l'icône. La tête de l'enfant est renversée pour que ses joues et son menton puissent se presser sur la joue de sa Mère.
Les vêtements des deux personnages sont traditionnels, mais la chemise de Jésus est garnie d'une multitude de petites figures géométriques libres (losanges, points rapprochés etc.). 

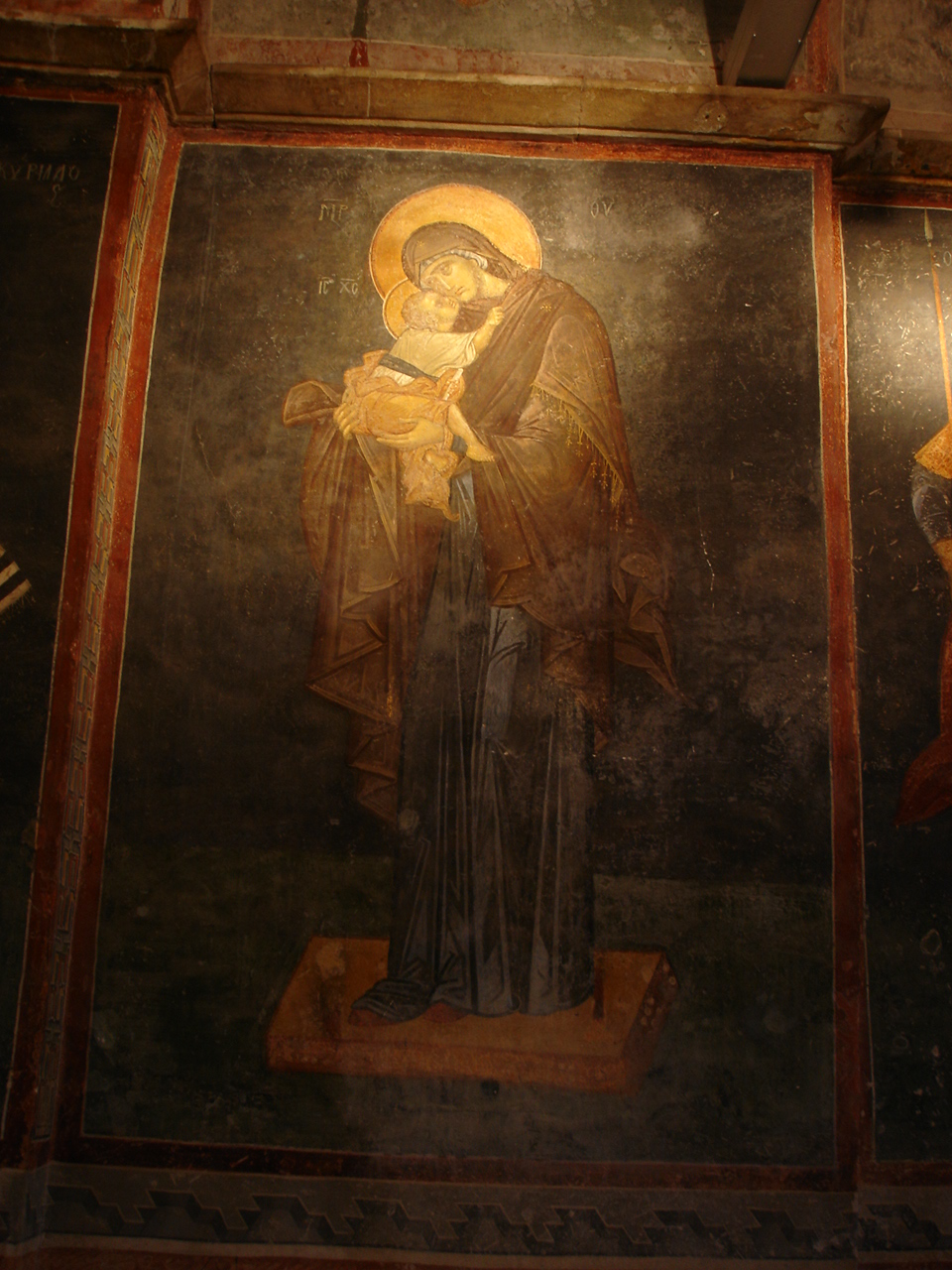
Fresque de l'abside de Saint-Sauveur-in-Chora (environ 1320)

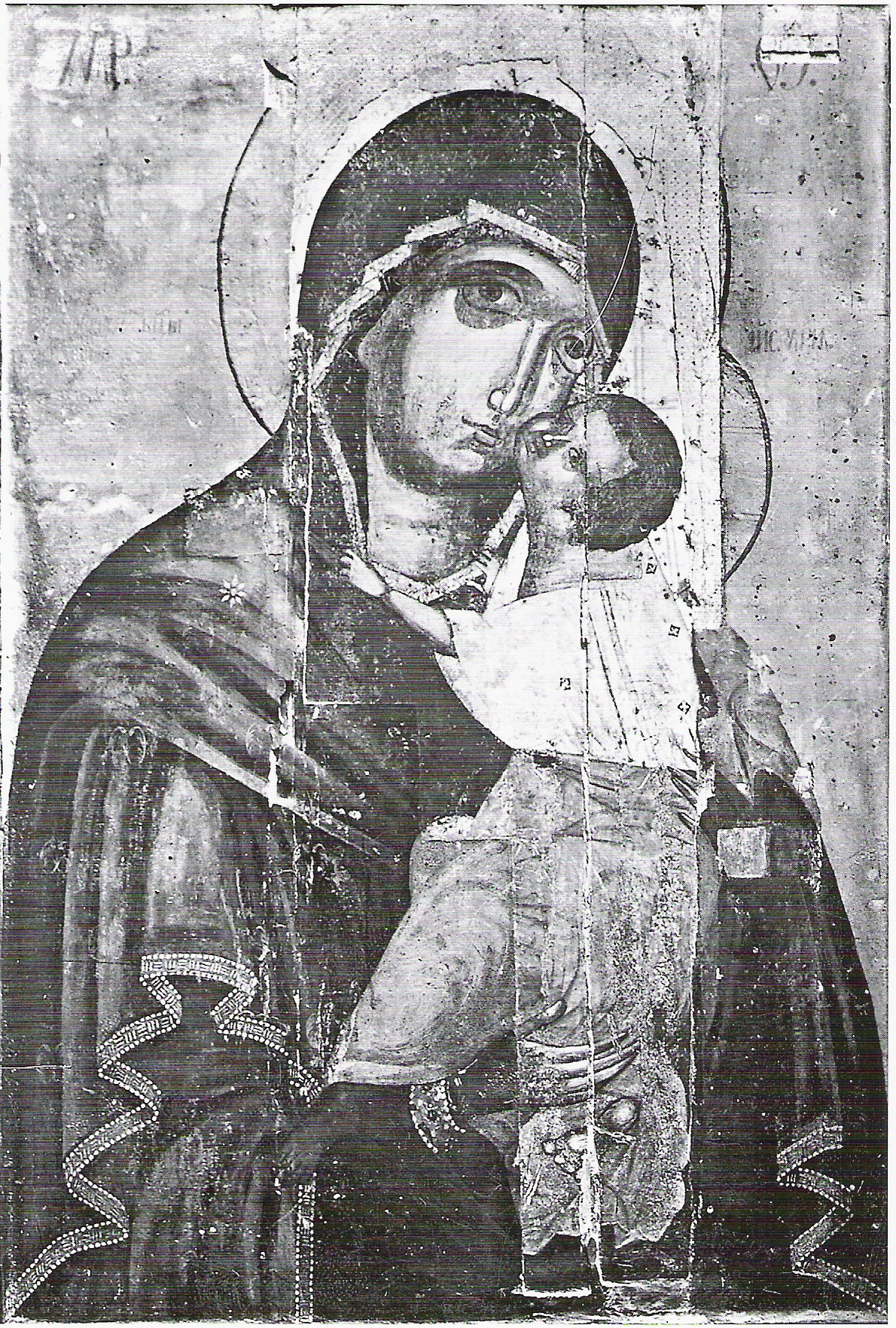
L'icône de Koubenskoe avant l'enlèvement des panneaux latéraux du XVIe siècle dans les années 1960-1970

Cette version iconographique a probablement des origines byzantines. Elle peut être rapprochée de la fresque de l'abside du parecclésion de l'église du Sauveur dans les champs du Saint-Sauveur-in-Chora à Constantinople (vers 1320). Mais sur cette fresque byzantine, la Vierge est représentée en pied et tournée vers la gauche. L'enfant-Jésus se tient à la maforii de la main droite, la gauche tenant un parchemin. L'emplacement de la fresque en face de la scène de la Résurrection et de celle de la descente aux enfers qui se trouvent dans la conque de l'abside témoignent de la dimension eschatologique et sotériologique de cette fresque. L'historien d'art Alexandre Melnik remarque à cet égard, que certains détails confirment cette interprétation : les mouvements brusques de l'enfant, sa jambe dénudée, sa chemise de tons clairs (symbole de la victime) . Il est intéressant de remarquer aussi que le mouvement des mains de l'enfant entrouvrant ou bien refermant le bord du vêtement de sa mère est un geste que l'on retrouve sur les monuments funéraires romains datant des IIe siècle et IIIe siècle à Palmyre .

## Histoire
L'icône provient de l'église de la Résurrection du Christ du village de la Résurrection (Voskresenie). Celui-ci est l'un des deux petits villages situés à proximité de celui de Koubenskoe (anciennement ville de Koubenski, du XIVe siècle au XVIe siècle). L'église de la Résurrection était située sur le chemin du pèlerinage au monastère de Kirillo-Belozersky où séjourna Ivan le Terrible.

### Attribution et datation
Jusqu'à la restauration de 1920—1930, l'icône est attribuée à Denis de Glouchitsa et datée du XVe siècle. Par la suite, la majorité des spécialistes changent de point de vue (parmi lesquels Victor Lazarev) et la datent du XIVe siècle. N. A. Diomina la date de la première moitié du XIVe siècle. Plaident en faveur d'une datation au premier tiers du XIVe siècle : la composition de l'icône, la parcimonie du langage pictural, la forme relativement lourde du buste de la Vierge, les contours fluides de l'image. Quant à l'auteur il n'est plus nommé.

### Restauration contemporaines de l'icône
Au XVIe siècle les panneaux latéraux ont été perdus et remplacés par deux nouveaux. L'icône est repeinte.
Un premier essai de nettoyage du visage de l'enfant Jésus a été entrepris par Alexandre Briagine à Koubenskoe même en 1928. En 1929—1930, le restaurateur poursuit son travail mais au musée de Vologda.
En 1966—1974 , c'est au Centre Igor Grabar de restauration scientifique et artistique de Russie (appelé à l'époque par l'acronyme ГЦХРМ) que le restaurateur A. N. Ovtchinnikov décèle la couleur originelle sur le panneau central de l'icône.
Les planches latérales, avec de la peinture datant du XVIe siècle, sont enlevées et remplacées par des planches nues, telles qu'elles se présentent aujourd'hui. Il existe des photographies de l'aspect antérieur.

### Lien avec d'autres icônes
Huit icônes des XIVe siècle au XVIe siècle de type Koubanskoe sont répertoriées en Russie:
- « Icône de N-D de tendresse » XVe siècle à Souzdal au Couvent de l'Intercession (Souzdal);
- « Icône de N-D de tendresse » XVe siècle à la Laure de la Trinité-Saint-Serge;
- « Icône de N-D de tendresse » XVe siècle dans la collection de la banque Veneto Ambroziano après sa fusion avec la banque Kariplo - Intesa Sanpaolo;
- « Icône de N-D de tendresse » (fin XVe siècle — début du XVIe siècle) au musée du «Kremlin de Rostov»;
- « Icône de N-D de tendresse » XVIe siècle de l'ancienne collection d'Ilya Ostroukhov, aujourd'hui à la Galerie Tretiakov;
- «Icône de N-D de tendresse » XVIe siècle à Souzdal au Monastère du Sauveur-Saint-Euthyme, aujourd'hui déposée au Musée russe;
- «Icône de N-D de tendresse » XVIe siècle à la Galerie Tretiakov.

L'icône de Koubenskoe est la plus ancienne des huit. Il faut remarquer qu'il existe d'autres versions connues mais présentant de plus grandes différences entre elles. Les caractéristiques particulières de celle de Koubenskoe sont les suivantes :
- L'enfant-Jésus tient le bord de la maforii des deux mains, alors que sur d'autres icônes il entoure de sa main droite le cou de sa mère.
- La Vierge soutient le dos de l'enfant de la main gauche alors que sur d'autres ce sont les deux comme sur la fresque de l'abside de Saint-Sauveur-in-Chora.
- L'enfant, serrant des deux mains la maforii, se tient debout et se redresse. Sur d'autres icônes, sa pose est plus statique et il se tient dans les bras de sa mère.
- L'enfant n'a pas de ceinture sur l'icône de Koubenskoe.

Les différences existant peuvent témoigner de la nature de protographe de cette icône de Koubenskoe .